# ЛВС-93
ЛВС-93 (71-139) — восьмивісний трисекційний зчленований трамвайний вагон. Два екземпляри побудовано на Петербурзькому трамвайно-механічному заводі в 1993—1994 роках (звідси індекс 93 в назві вагона).

## Конструкція

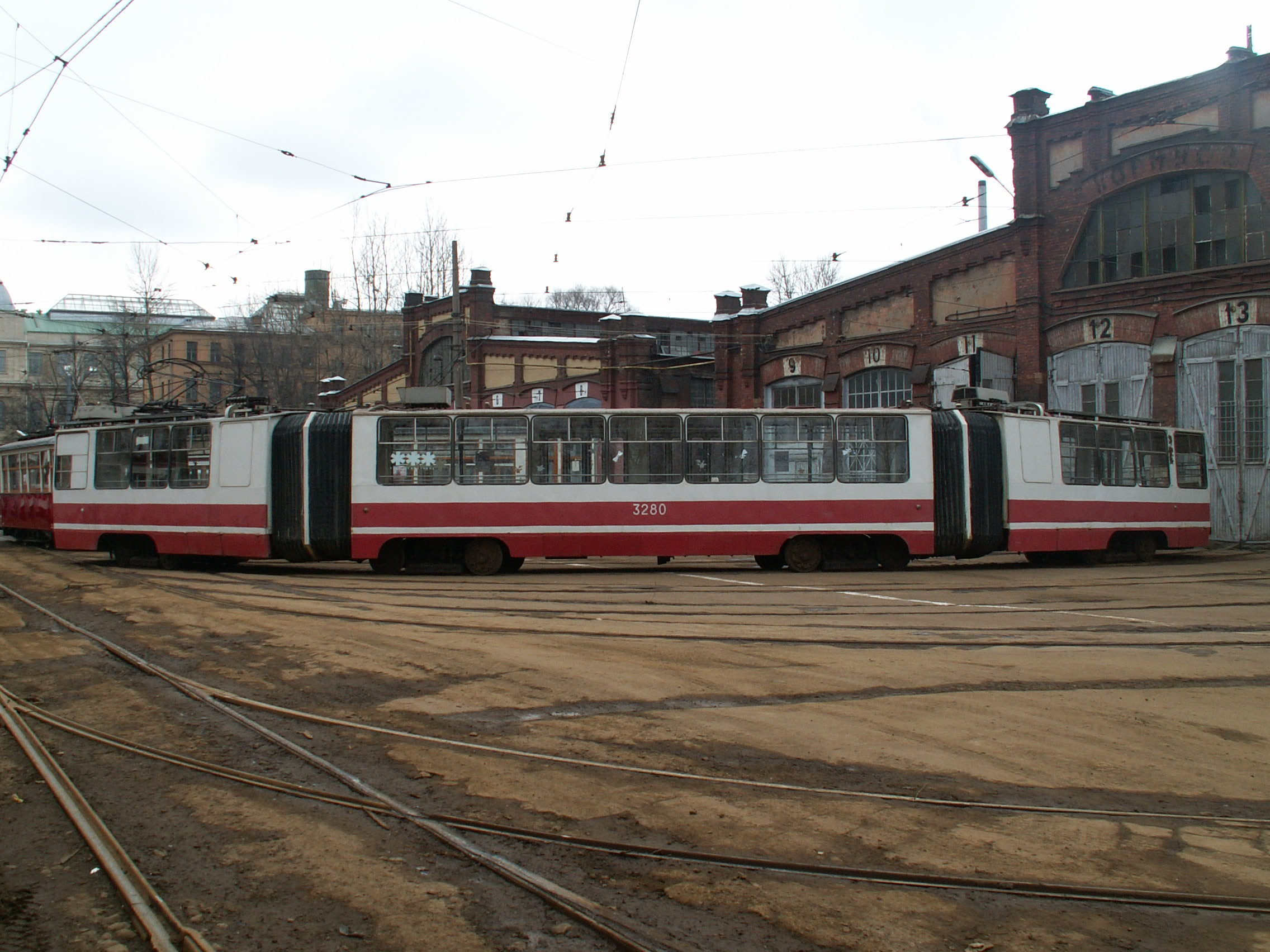
Трамвайний вагон ЛВС-93 № 3280 на 13 колії трамвайного парку № 2 (імені Леонова)

ЛВС-93 — високопідлоговий зчленований восьмивісний трамвайний вагон колії 1524 мм. Кузов складається з трьох секцій, пов'язаних через вузли зчленування. Перша і третя секції коротше другий, спираються на один візок і вузол зчленування, а центральна секція довше і спирається на два візки — це основна відмінність від ЛВС-89. По дві двері в кожній секції, перші двері першої секції ведуть тільки до кабіни. Моторні візки — крайні. Система управління тиристорно-імпульсна. Робота по СБО не передбачена. Через свої особливості (передню та задню секцію в кривій виносить у зворотний бік за межі стандартного габариту) не вписується в деякі ворота цехів трамвайних парків №2 і 3

## Модифікації
- ЛВС-8-1-93 — Двукабінний, двосторонній вагон з ТИСУ ДІНАС-308Т. Перебував у Волгограді під № 5835. На ньому спочатку стояли два полупантографи. Списаний. Порізаний на початку 2009 року[2].
- ЛВС-8-2-93 — Однокабінний, односторонній вагон із ТИСУ КИ-3103. Находить у Санкт-Петербурзі під № 3280. Переданий в музей[1].